# Pro forma

L'expression pro forma (parfois écrite également proforma) vient d'une expression latine signifiant pour la forme. Sa signification dépend du contexte dans lequel elle est utilisée.
De manière générale, faire quelque chose pro forma signifie l'effectuer de manière superficielle afin de répondre à la demande minimale ou pour se conformer à une convention. On peut également l'utiliser pour désigner un document incomplet, rempli par une personne et que plusieurs destinataires ont retourné, généralement avec des commentaires aidant cette personne à le terminer.

## Enfinance
Un document pro forma est fourni avant la conclusion d'une transaction. Il est utilisé comme modèle pour les documents réels et complets qui vont certifier cette transaction. Si la pro forma est acceptée par la contrepartie, elle ne peut être modifiée par la suite.

## Endroit
Des jugements pro forma sont généralement utilisés pour faciliter des procès, permettant de regrouper des cas similaires.
Une remise proforma d'un procès peut être demandée afin de remettre un procès à une date ultérieure. La date du procès sera alors déterminée le jour choisi lors de la remise proforma.

## Encomptabilité
La plupart des entreprises fournissent, en plus de leurs rapports de bilan semestriels et annuels, des rapports pro forma.
Cette comptabilité montre les activités financières de l'entreprise en excluant les mouvements spécifiques et non récurrents (tels que par exemple, les coûts liés à une restructuration). Elle est utilisée, selon les entreprises, pour permettre aux investisseurs futurs d'avoir une vue de la situation financière de l'entreprise plus conforme à la réalité à long terme.
Cette expression est également utilisée en cas de modification importante du périmètre de l'activité d'un groupe ou d'une entreprise (fusion/acquisition/cession). Quand le groupe fusionne avec ou acquiert une entreprise, quand il cède une partie importante de son activité, il est parfois amené à communiquer son nouveau chiffre d'affaires dès que l'opération est réalisée et avant l'intégration comptable ou la consolidation des différents business. Il donne donc un chiffre d'affaires pro forma, c'est-à-dire qui utilise les derniers éléments officiels (audités et publiés) annuels mais en ne retenant que ce qui concerne le nouveau périmètre résultant de l'opération qui vient d'avoir lieu. 
Exemples : 
- une société A qui a publié un chiffre d'affaires de 10 millions acquiert, en année N+1, une activité (entreprise) B qui génère un chiffre d'affaires de 3 millions ;
- les comptes publiés sont ceux de l'année N ;
- en N+1, pour que la société A puisse présenter sa nouvelle dimension à ses parties prenantes (actionnaires, etc.), elle utilise un chiffre pro forma de 13 millions (10 + 3) jusqu'à la publication officielle de chiffres du nouveau périmètre (A+B).

## Encommerce
Le terme proforma est le plus souvent utilisé pour facture proforma. Ce type de facture représente une proposition d'offre avec des quantités et prix prédéfinis et des conditions de vente qui, au cas où le destinataire n'est pas d'accord, pourront être modifiées ou tout simplement refusées. Si cette proposition convient au client (destinataire), il pourra la confirmer en envoyant à son vendeur un bon de commande. Une facture proforma n'a pas la valeur comptable d'une facture et ne constitue à cet égard pas une pièce à inclure dans la comptabilité.